# Національний комітет Японії у справах ЮНЕСКО
Націона́льний коміте́т Японі́ї у справа́х ЮНЕ́СКО (яп. 日本ユネスコ国内委員会, にっぽんユネスコこくないいいんかい, МФА: [nip̚.poɴ junesu̥ko kokunai̯ i.inkai̥ ];) — центральний урядовий орган в Японії, що займається співробітництвом із ЮНЕСКО та сприяє втіленню міжнародних стандартів в японській науці, освіті, культурі. Особливий орган Міністерства культури і науки Японії. Утворений 1952 року. Здійснює нагляд над Світовою спадщиною ЮНЕСКО в Японії.